# Karl Wilhelm von Jeetze
Karl Wilhelm von Jeetze (* 1. Juli 1710 in Mantua; † 7. Mai 1753 in Berlin) war Kommandeur eines Grenadierbataillons und Hauptmann des I. Bataillons der Garde.

## Leben

### Herkunft
Seine Eltern waren Joachim Christoph von Jeetze und Dorothea Sophie von Borstell († 28. Mai 1759). Er wurde während des Spanischen Erbfolgekrieges bei den brandenburger Truppen in Italien geboren.

### Militärkarriere
Jeetze kam zum Leibregiment von König Friedrich Wilhelm I. Als 1740 Friedrich II. König wurde, ernannte dieser ihn zum Leutnant der Garde mit Majorsrang. Er kämpfte im Ersten Schlesischen Krieg und wurde in der Schlacht bei Mollwitz verwundet. Am 15. Juli 1741 wurde er Stabskapitän und am 28. Juni 1745 Oberstleutnant. Bereits im Oktober 1744 erhielt er ein Grenadierbataillon, das sich aus den Grenadierkompanien der Regimenter „Bonin“ Nr. 5 und „Münchow“ Nr. 36 zusammensetzte. Mit diesem kämpfte er in Hohenfriedberg und im Gefecht bei Tein.
Im Jahre 1747 erhielt er erneut ein Kommando über ein Grenadierbataillon, dieses Mal zusammengesetzt aus den Kompanien der Regimenter „Markgraf Heinrich“ Nr. 35 und „la Motte“ Nr. 33.

### Familie
Jeetze war seit 1744 mit Dorothea von Einsiedel (* 8. Januar 1729; † 1783), der Tochter des Generals von Einsiedel verheiratet. Das Paar hatte drei Söhne:
- Ferdinand Friedrich Heinrich (* 8. November 1747; † 20. Juli 1790 auf Gut Losenrade), Erbe von Alt- und Neu-Eickerhöfe sowie Ritter des Johanniterordens ⚭ Elisabeth Fredericke Johanne Wilhelmine von Schlieben
- Philipp Wilhelm (* 8. März 1750; † 1. Mai 1782 Dalldorf), Ritter des Johanniterordens
- Karl (* 1752; † 1753)

Seine Witwe blieb nach seinem Tod auf den Erbhöfen Wiepersdorf und Bärwalde. Eine spätere Heirat mit dem Rittmeister Grotthuß wurde wieder geschieden.